# 松岩駅 (慶尚北道)
松岩駅（ソンアムえき）は、大韓民国慶尚北道醴泉郡にかつて存在した韓国鉄道公社の駅である。

## 歴史
- 1970年10月1日 - 開業。
- 1974年1月25日 - 廃止。

## 隣の駅
韓国鉄道公社
慶北線
龍宮駅 - 松岩駅 - 開浦駅